# SAPGUI
SAP GUI — ГІК — клієнт в трирівневій архітектурі SAP R/3. Інтерфейс SAP GUI реалізований на основі Windows Style Guide, стандартів EG 90/270 і ISO9241, що визначають ергономіку інтерфейсів.
Є універсальним клієнтом SAP для доступу до функцій SAP додатків, таких як SAP — SAP ERP, SAP Business Suite (SAP CRM, SAP SCM і SAP PLM), SAP Business Intelligence і так далі. SAP GUI функціонує як браузер. Він отримує інформацію з сервера як і SAP, що, де, коли і як, щоб відобразити вміст у своєму вікні. Всі члени сімейства SAP GUI мають унікальні властивості, які роблять їх особливо придатними для різних призначених для користувача середовищ.